# Kathedraal van Bangkok
De Maria-Hemelvaartkathedraal (Thais: อาสนวิหารอัสสัมชัญ, Engels: Assumption Cathedral, Latijn: Ecclesia Assumptionis S.M.V.) is de katholieke kathedraal van Thailand en de belangrijkste kerk van het aartsbisdom van Bangkok. Zij staat in het stadsdistrict Bang Rak, ten oosten van de rivier de Menam Chao Phraya. Het eclectische gebouw valt op door de rode bakstenen gevel met neoromaanse elementen. Het interieur is een mengeling van neoromaanse, classicistische en Franse koloniale stijlen, met ronde bogen, plafonds bedekt met rijke rococo-versieringen en glas-in-loodramen.

## Geschiedenis
De eerste kerk werd hier al gebouwd in 1662. In 1821 liet koning Rama II er een nieuwe kerk bouwen, waarbij gebruik werd gemaakt van bouwmaterialen die waren geïmporteerd uit Frankrijk en Italië. Gedurende de tweede helft van de 19e eeuw werd deze kerk en het omliggende gebied zeer belangrijk voor missionarissen die vanuit heel Europa naar Bangkok kwamen. Vanuit hier werden ze verder Thailand ingestuurd om hun geloof te verkondigen.
Tussen 1910 en 1919 werd de kathedraal herbouwd. In de Tweede Wereldoorlog raakte de kerk beschadigd door bombardementen, waarbij vrijwel alle omliggende gebouwen geheel werden verwoest. Vlak na de oorlog werd het gebouw grondig gerenoveerd. Ook in de jaren tachtig en negentig vonden er renovaties plaats, waarbij onder andere nieuwe glas-in-loodramen werden geplaatst. Tussen 2012 en 2014 waren er weer werkzaamheden aan het gebouw. Dit keer werd er onder andere airconditioning aangelegd.
In 1984 bezocht paus Johannes Paulus II deze kathedraal tijdens zijn bezoek aan Thailand.

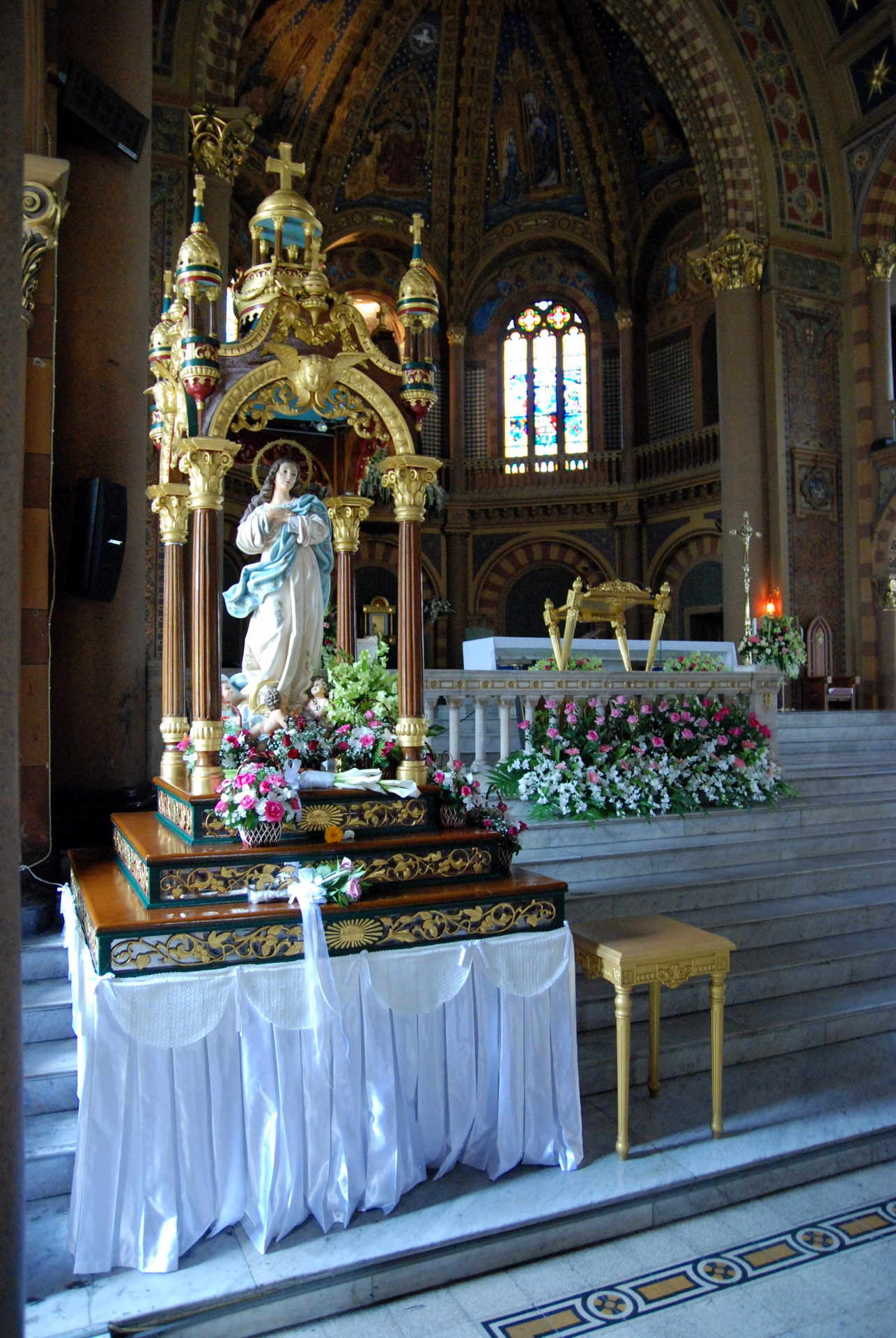
Interieur
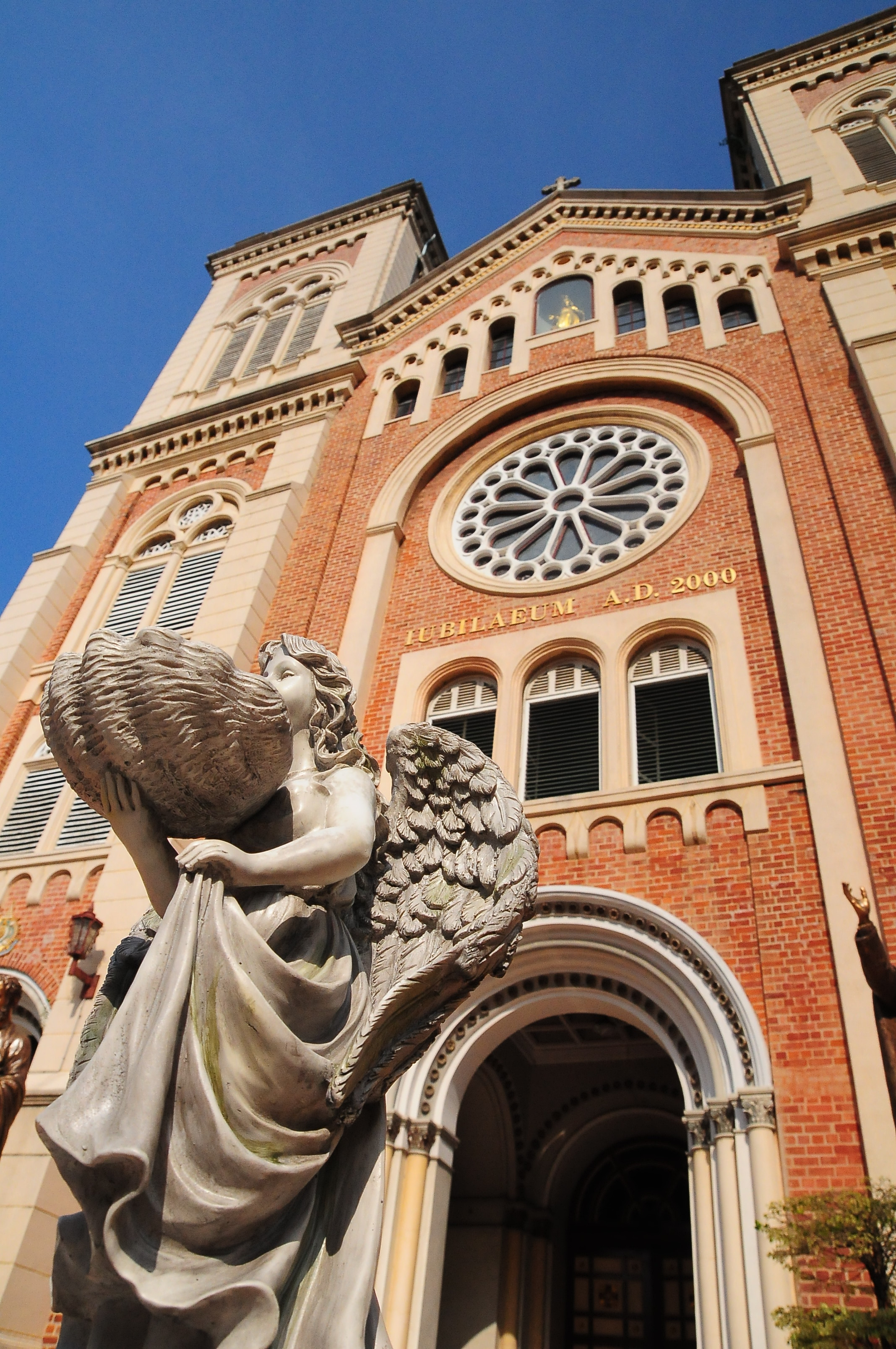
Voorkant van het gebouw
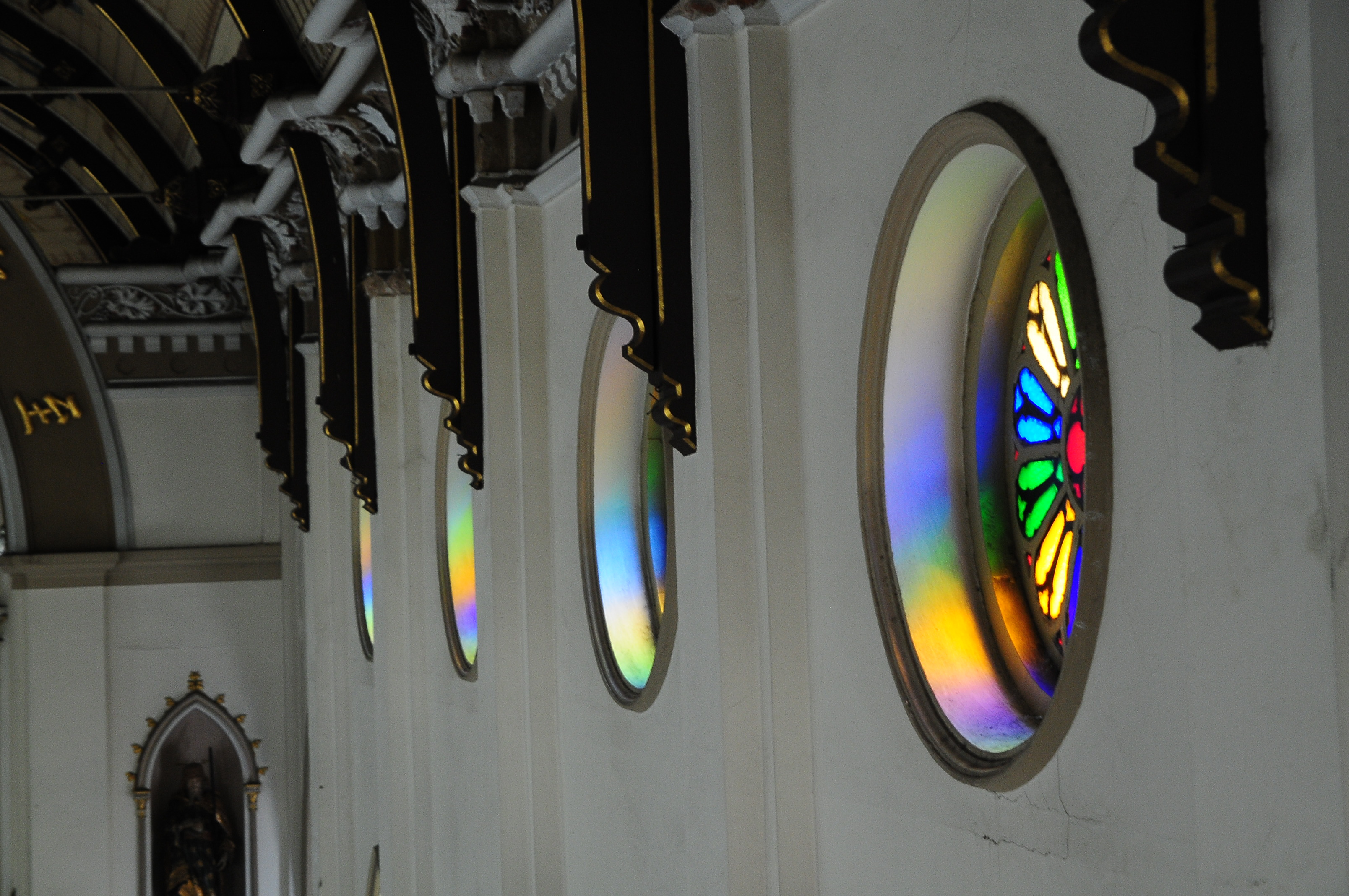
Glas-in-loodramen in de kathedraal